# موش بزرگ‌دره
موش بزرگ‌دره (نام علمی: Peromyscus crinitus) نام یک گونه از سرده موش‌های آهویی است.